# Senande (Antas de Ulla)
Senande (llamada oficialmente San Miguel de Senande) es una parroquia y una aldea española del municipio de Antas de Ulla, en la provincia de Lugo, Galicia.

## Organización territorial
La parroquia está formada por una entidad de población:
- Senande

## Demografía
| Gráfica de evolución demográfica de Senande entre 2000 y 2019 |
|                                                               |
| Datos según el nomenclátor publicado por el INE.              |